# Nagy szovjet enciklopédia

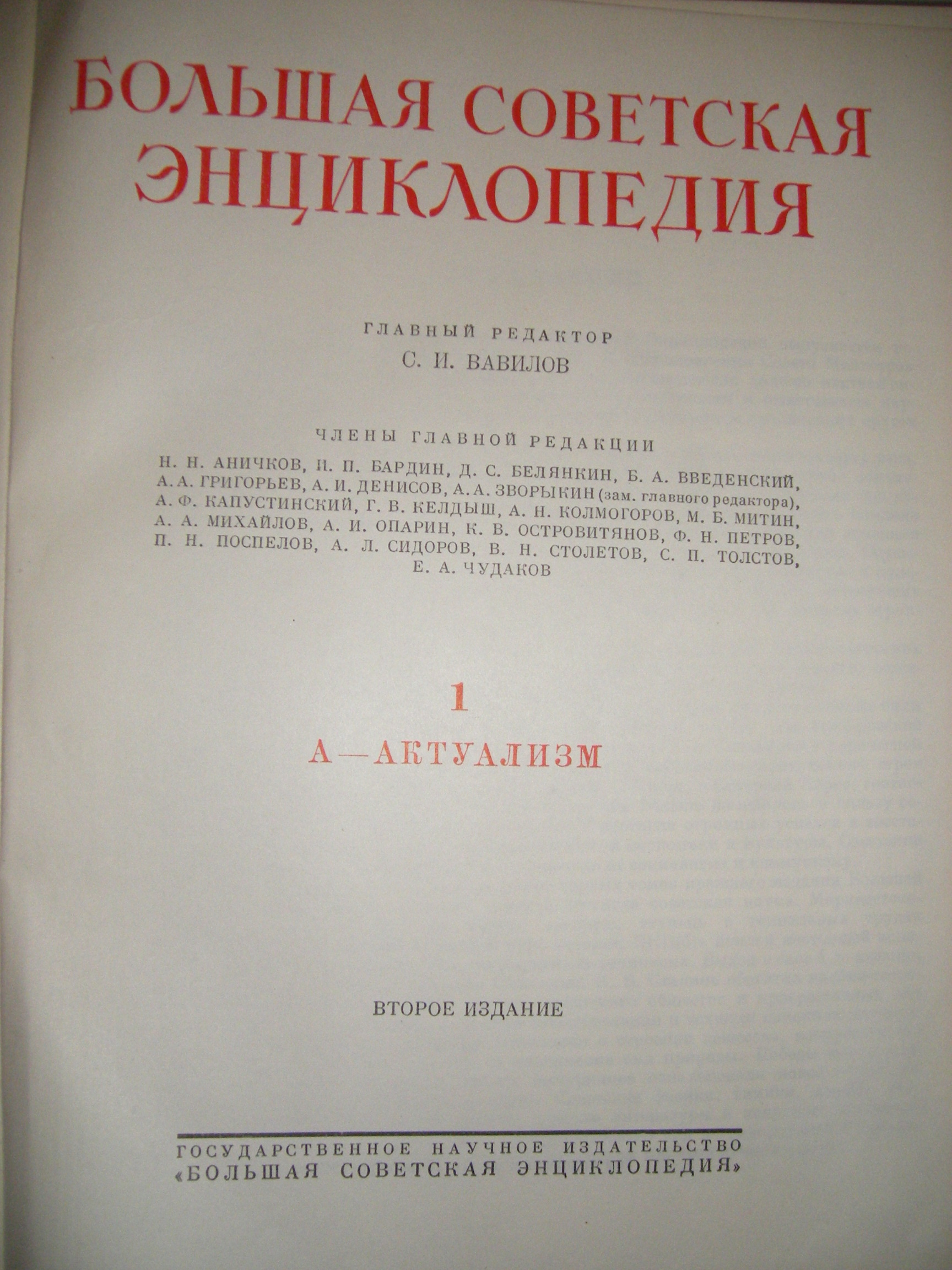
A második kiadás első kötetének címlapja

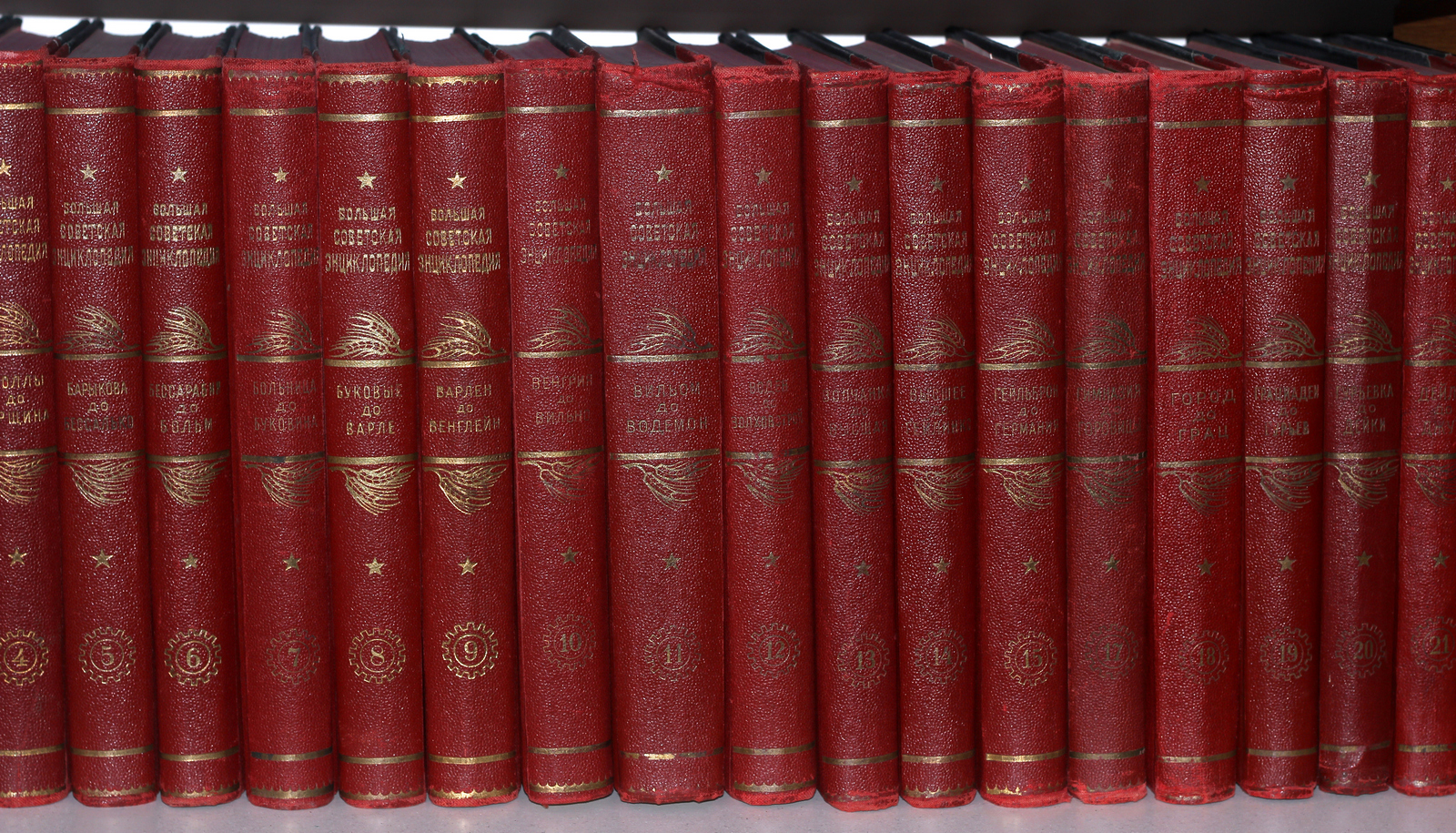
A Nagy szovjet enciklopédia első kiadásának kötetei

A Nagy szovjet enciklopédia (oroszul Большая советская энциклопедия, rövidítve БСЭ), a Szovjetunióban kiadott, három kiadást megért nagyenciklopédia, egyike a legrészletesebb enciklopédiáknak a világon. Oroszországban és a szovjet utódállomokban ma is népszerű, amit a 2001-ben megjelent cd-kiadás sikere is bizonyít. Mindhárom kiadás köteteit a szovjet tudomány legjobb képviselői írták a kommunista párt szigorú felügyelete mellett. Az enciklopédiának saját kiadója volt, amely más enciklopedikus munkákat is megjelentetett. 1957–1990 között folyamatosan (évente) megjelent a Nagy szovjet enciklopédia évkönyve, amely a világban évente végbement fontos változásokról adott számot.

## Első kiadás
Az első kiadás 1926–1947 között jelent meg 65 kötetben. Mintegy 65 ezer szócikket tartalmazott; főszerkesztője Otto Smidt akadémikus volt. Kötetenként 50-60 ezer példányban jelent meg; összesen 12 ezer illusztrációt és 1000 térképet tartalmazott.

## Második kiadás

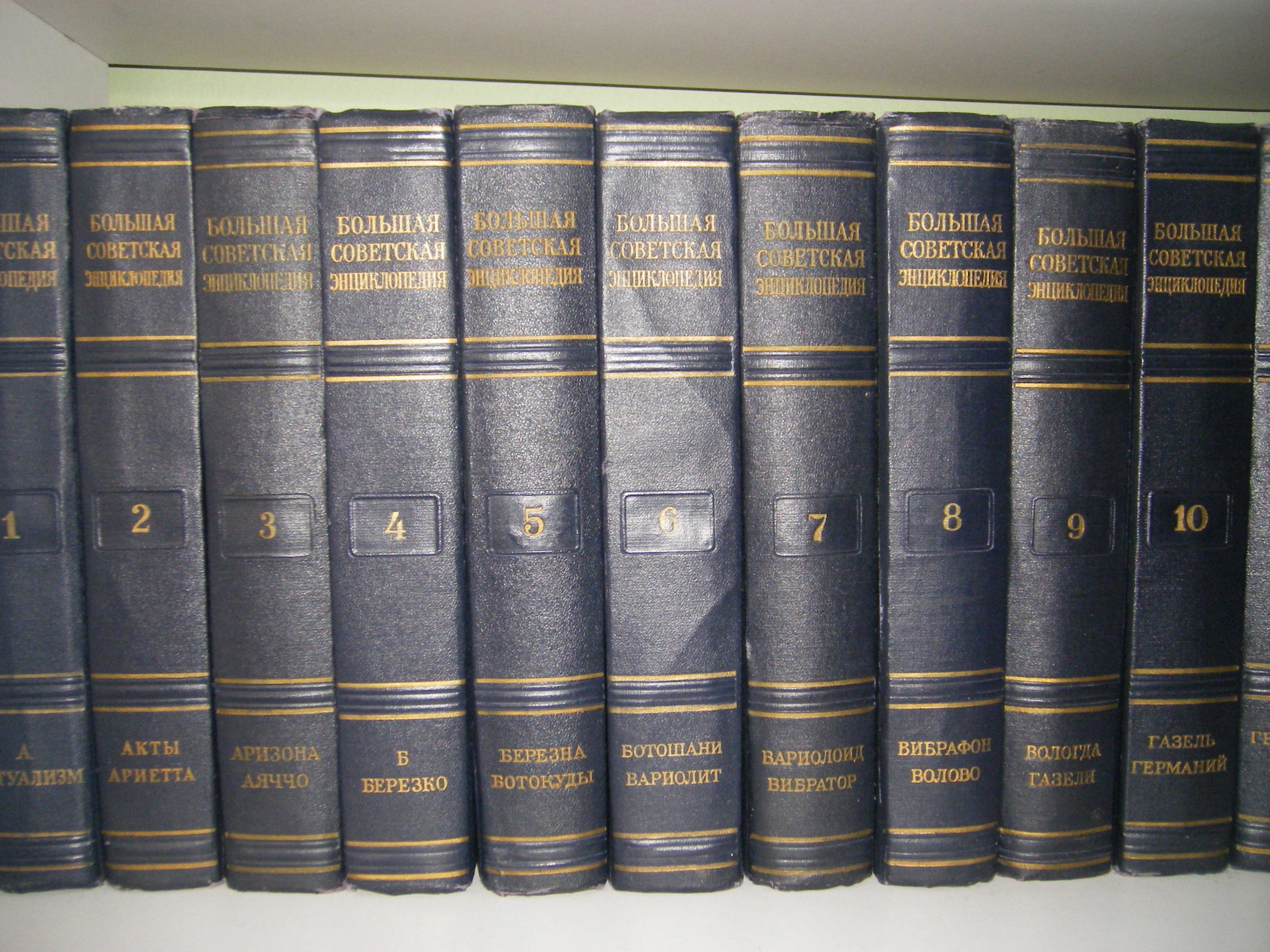
A Nagy szovjet enciklopédia 2. kiadásának kötetei

A gyorsan változó tudományos és politikai élet szükségessé tette a második kiadás megjelentetését. Első kötetét 1949 decemberében, Sztálin 70. születésnapján jelentették meg, az 51.-et (mely a Szovjetuniót bemutató pótkötet) 1958-ban. Mintegy 100 ezer szócikkének nagy része rendkívül részletes. Kötetenként 500-600 térkép és kép található benne. 1951-ig Szergej Vavilov, majd az ő halála után Borisz Vvegyenszkij akadémikus volt a főszerkesztő. Kötetenként 250-300 ezer példányban jelent meg. Az orosz törvények szerint az első 24 kötet anyaga szabadon felhasználható a forrás feltüntetésével, a többi ma is jogvédett.

## Harmadik kiadás

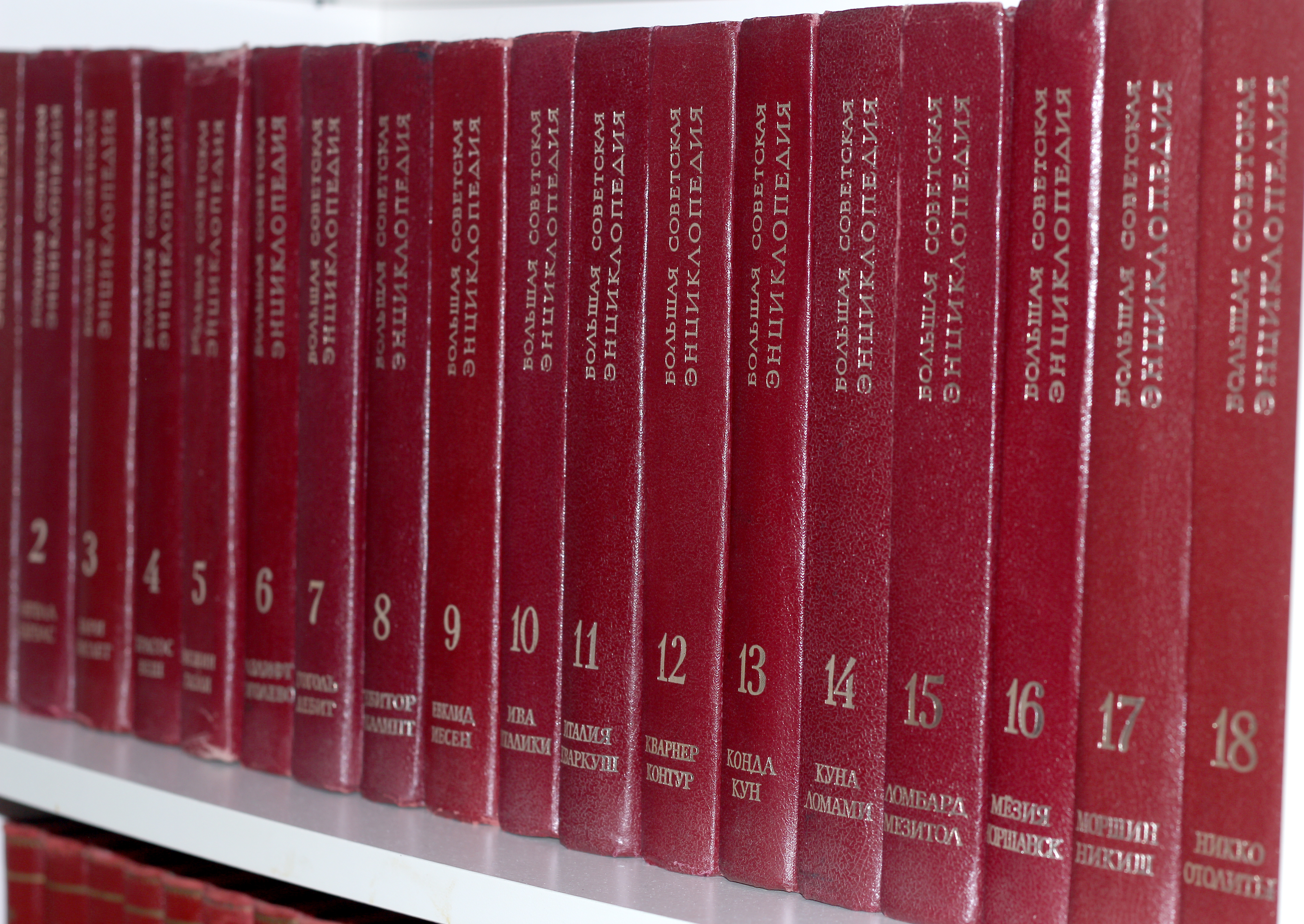
A Nagy szovjet enciklopédia, 1977

A második kiadás cikkeinek sztálinista szemlélete az 1960-as évekre időszerűtlenné vált (jellemző módon Sztálin politikai ellenfelei – például Trockij, Zinovjev – nem kaptak saját szócikket). Takarékossági okokból az 1969–1978 között megjelent 30 kötetes harmadik kiadás szócikkei lerövidültek, a térképeket és képeket (melyeket a második kiadásban még pauszpapírral védve külön lapokon jelentettek meg) összevonták. A 95 ezer szócikkel rendelkező enciklopédia főszerkesztője Alekszandr Prohorov Nobel-díjas fizikus volt. 1973-ban elkezdődött az angol nyelvű változat kiadása, 1977–1983 között pedig (34 kötetben) görög nyelven is megjelent.

## Nemzeti nyelvű kiadások
A Szovjetunió valamennyi köztársaságában megjelent a nemzeti nyelvű (az orosz nyelvűnél kisebb terjedelmű) szovjet enciklopédia. 
| Eredeti cím                         | Magyar cím                         | Kötetek száma | Kiadás ideje |
| ----------------------------------- | ---------------------------------- | ------------- | ------------ |
| Українська радянська енциклопедія   | Ukrán Szovjet Enciklopédia         | 17            | 1959–1965    |
| Беларуская савецкая энцыклапедыя    | Belorusz Szovjet Enciklopédia      | 12            | 1969–1975    |
| Ўзбек совет энциклопедияси          | Üzbég Szovjet Enciklopédia         | 14            | 1971–1980    |
| Қазақ совет энциклопедиясы          | Kazah Szovjet Enciklopédia         | 10            | 1972–1978    |
| ქართული საბჭოთა ენციკლოპედია        | Grúz Szovjet Enciklopédia          | 12            | 1975–1987    |
| Азәрбајҹан Совет Енсиклопедијасы    | Azerbajdzsáni Szovjet Enciklopédia | 10            | 1976–1987    |
| Lietuviškoji tarybinė enciklopedija | Litván Szovjet Enciklopédia        | 10            | 1976–1985    |
| Енчиклопедия советикэ молдовеняскэ  | Moldáv Szovjet Enciklopédia        | 8             | 1970–1981    |
| Latvijas padomju enciklopēdija      | Lett Szovjet Enciklopédia          | 11            | 1981–1988    |
| Кыргыз Совет Энциклопедиясы         | Kirgiz Szovjet Enciklopédia        | 6             | 1976–1980    |
| Энциклопедияи советии тоҷик         | Tadzsik Szovjet Enciklopédia       | 8             | 1978–1988    |
| Մեծ սովետական հանրագիտարան          | Örmény Szovjet Enciklopédia        | 13            | 1974–1987    |
| Түркмен совет энциклопедиясы        | Türkmén Szovjet Enciklopédia       | 10            | 1974–1989    |
| Eesti nõukogude entsüklopeedia      | Észt Szovjet Enciklopédia          | 8             | 1968–1976    |

## Külső hivatkozások
- A harmadik kiadás online-verziója (oroszul)